# 공궐위장
공궐위장(空闕衛將)은 조선시대 때, 오위도총부에 소속된 임금이 거주하지 않는 빈 궁궐을 수비하던 직책을 말한다.

## 개요
명종 때 경복궁, 경덕궁, 창경궁에 3명의 위장(衛將)을 두어 수비하도록 했다. 만약 창덕궁에 거주하던 임금이 창경궁으로 가면 창덕궁의 위장이 창경궁으로 옮겨가 수비를 맡았다. 관상감(觀象監), 사역원(司驛院), 사자관(寫字官), 화원(畵員) 중 당상관 이상에서 뽑았다. 본래는 휘하에 군사가 있었으나 조선 후기 여러 군영이 만들어지면서 휘하 군사는 사라지고 각 군영에서 군사를 차출하였다.